# Incompletude da física quântica
A incompletude da física quântica é a afirmação de que o estado de um sistema físico, tal como formulado pela mecânica quântica, não dá uma descrição completa do sistema, assumindo as exigências filosóficas habituais ("realidade", "não-localidade", etc.) Einstein, Podolsky e Rosen haviam proposto suas definições de uma descrição "completa" como aquela que determina univocamente os valores de todas as suas propriedades mensuráveis. A existência de indeterminação para algumas medições é uma característica da mecânica quântica, além disso, os limites para a indeterminação pode ser expressa de forma quantitativa pelo princípio da incerteza de Heisenberg.
A incompletude pode ser entendida de duas maneiras fundamentalmente diferentes:
1. A mecânica quântica é incompleta, porque não é a teoria "correta", a teoria certa proporcionaria categorias descritivas para explicar todos os comportamentos observáveis e não deixaria "nada ao acaso".
2. A mecânica quântica é incompleta, mas é um retrato fiel da natureza.

Incompletude entendida como: 1) poderia motivar busca de uma teoria de variável oculta apresentando não localidade, devido aos resultados dos experimentos do teste de Bell  . Existem muitas variantes de 2) que é amplamente considerado como a visão mais ortodoxa da mecânica quântica.